# Hấp dẫn tình dục

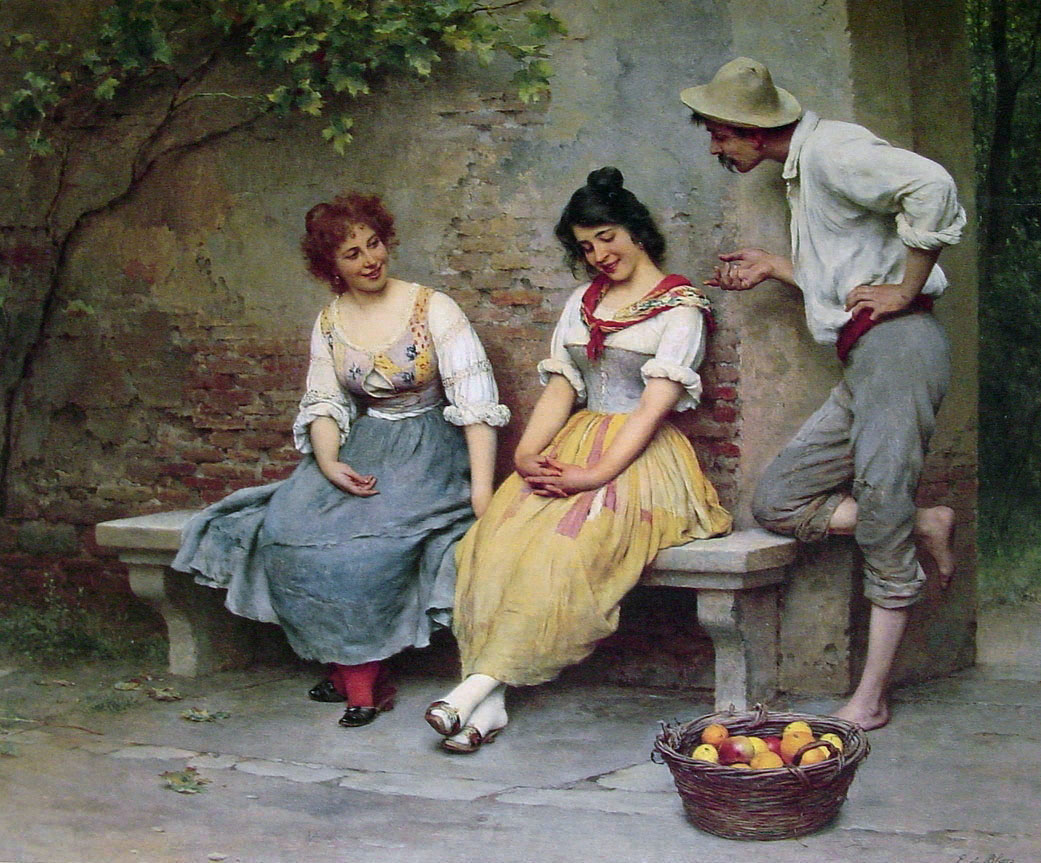
Sự tán tỉnh, tranh của Eugene de Blaas.

Hấp dẫn tình dục là sự hấp dẫn dựa trên thèm muốn tình dục hoặc khả năng khơi dậy những ham muốn đó. Sức hấp dẫn tình dục hay sự thu hút tình dục là khả năng thu hút ý muốn tình dục hoặc gợi dục từ người khác, và là một yếu tố trong chọn lọc tình dục hay lựa chọn bạn tình. Cảm giác hấp dẫn có thể đối với hình thể hoặc những phẩm chất, đặc điểm khác của một người, hoặc những phẩm chất đó trong bối cảnh mà chúng xuất hiện. Sự hấp dẫn có thể bởi ngoại hình hoặc cử động, giọng nói hoặc mùi hương, bên cạnh những yếu tố khác. Sức hấp dẫn có thể được tăng thêm nhờ trang sức, phục trang, nước hoa hay phong cách. Nó có thể bị ảnh hưởng bởi những yếu tố cá nhân thuộc về gen, tâm lý, hay văn hóa, hoặc có thể đối với những phẩm chất khác trừu tượng hơn. Hấp dẫn tình dục cũng là một phản ứng dựa vào sự kết hợp giữa người sở hữu các đặc điểm và các tiêu chuẩn đánh giá của người bị hấp dẫn.
Mặc dù đã có những nỗ lực trong việc tạo ra các tiêu chuẩn đánh giá khách quan về sức hấp dẫn tình dục và đo lường nó như một trong nhiều vốn cá nhân về hình thể (xem vốn tình dục), hấp dẫn tình dục phần lớn là một thước đo chủ quan dựa trên ý thích, nhận thức, và xu hướng tính dục. Ví dụ, một người đồng tính nam hoặc đồng tính nữ thường sẽ thấy một người có cùng giới tính thu hút hơn một người thuộc giới tính còn lại. Một người song tính sẽ thấy bị thu hút bởi cả hai giới tính. Vô tính luyến ái nói đến những người không có trải nghiệm hấp dẫn tình dục đối với cả hai giới tính, dù họ có thể có hấp dẫn tình cảm (đồng ái, song ái, hoặc dị ái) hoặc nhu cầu tình dục không định hướng. Hấp dẫn giữa các cá nhân bao gồm những yếu tố như sự tương đồng về ngoại hình và tâm lý, sự thân thuộc hay có ưu thế sở hữu những đặc điểm thường thấy hoặc quen thuộc, tính tương đồng, tính bù trừ, sự cảm mến qua lại, và sự củng cố.
Khả năng hình thành ý muốn tình dục của cơ thể và những đặc điểm khác là cơ sở cho việc sử dụng chúng trong quảng cáo, phim, và các phương tiện truyền thông trực quan, cũng như trong ngành người mẫu và các ngành nghề khác.
Về khía cạnh tiến hóa, giả thuyết thay đổi do rụng trứng (ovulatory shift hypothesis) thừa nhận rằng người mang giới tính nữ có những hành vi và ham muốn tình dục khác biệt tại nhiều thời điểm trong chu kỳ kinh nguyệt như một biện pháp để đảm bảo hấp dẫn được bạn tình có phẩm chất tốt với mục đích giao cấu trong khoảng thời gian dễ thụ thai nhất. Các nồng độ hormone trong suốt chu kỳ kinh nguyệt tác động đến những hành vi dễ nhận thấy của phụ nữ, ảnh hưởng đến cách họ thể hiện bản thân với người khác trong các giai đoạn của chu kỳ kinh nguyệt, nhằm thu hút những đối tác với phẩm chất tốt khi tới gần thời điểm rụng trứng.

## Những yếu tố xã hội và sinh học
Tính dục con người có rất nhiều khía cạnh. Trong sinh học, tính dục mô tả cơ chế sinh sản và ham muốn sinh học cơ bản tồn tại ở mọi loài sinh sản hữu tính và có thể bao gồm mọi hình thức quan hệ tình dục và tiếp xúc tình dục. Tính dục cũng có những khía cạnh về tình cảm và hình thể. Những khía cạnh này liên quan đến mối quan hệ giữa các cá nhân và có thể được bày tỏ qua các cảm xúc và tình cảm sâu sắc. Về mặt xã hội học, nó có thể bao hàm những khía cạnh về văn hóa, chính trị, và pháp luật; về mặt triết học, nó có thể mở rộng đến các khía cạnh về luân lý, đạo đức, thần học, tâm linh, và tôn giáo.
Những yếu tố văn hóa có ảnh hưởng đến sức hấp dẫn của các khía cạnh tính dục; điều này thay đổi theo thời gian cùng với những yếu tố cá nhân. Những yếu tố ảnh hưởng có thể được xác định một cách cụ thể hơn trong các nền văn hoá nhỏ, các trường tình dục, hoặc chỉ đơn giản bởi những khuynh hướng cá nhân. Những khuynh hướng này là kết quả của nhiều yếu tố phức tạp về gen, tâm lý, và văn hóa.
Ngoại hình có tác động quan trọng đến sức hấp dẫn tình dục. Nó bao gồm những tác động lên các giác quan, đặc biệt là trong thời gian đầu của mối quan hệ:
- Nhận thức về thị giác (tính đối xứng của khuôn mặt, hấp dẫn hình thể, sức khỏe, và cách hành xử hoặc chuyển động, giả sử khi đang nhảy);
- Thính giác (âm thanh của giọng nói và các cử động);
- Khứu giác (mùi hương tự nhiên hay nhân tạo; một mùi tồi tệ có thể gây khó chịu).

Đối với những loài động vật khác, pheromone có thể có tác động, mặc dù tác động ấy là không đáng kể trong trường hợp của loài người. Về lý thuyết, một pheromone "sai" có thể khiến một người trở nên khó ưa, kể cả khi vốn dĩ họ có vẻ cuốn hút. Thông thường, nước hoa có mùi hương dễ chịu được sử dụng để khuyến khích người khác giới tính hít vào không khí ở xung quanh người dùng nước hoa, tăng khả năng hít phải các pheromone. Dù dường như có cơ sở khoa học, tầm quan trọng của các pheromone trong những mối quan hệ con người có thể chỉ là hạn chế và phần lớn bị phủ nhận.
Một số người có mức độ ái vật tình dục cao và cảm thấy kích thích tình dục bởi những tác nhân kích thích không thường được liên hệ với hưng phấn tình dục. Mức độ tồn tại của ái vật trong các nền văn hóa khác nhau vẫn còn gây tranh cãi.
Các pheromone đã được xác nhận đóng vai trò trong hấp dẫn tình dục giữa con người. Chúng ảnh hưởng đến sự giải phóng hormone sinh dục, ví dụ như sự chín noãn trong buồng trứng ở nữ giới và sự sản sinh testosterone và tinh trùng ở nam giới.

## Lo âu cao độ
Donald G. Dutton và Arthur P. Aron đã thực hiện một nghiên cứu vào những năm 1970 với mục đích tìm ra mối liên hệ giữa hấp dẫn tình dục và các tình trạng lo âu cao độ. Một nữ phỏng vấn viên cuốn hút tiếp cận 85 người tham gia nam trên một cây cầu treo gây cảm giác sợ hãi hoặc trên một cây cầu bình thường. Kết quả, những người được phỏng vấn nữ yêu cầu thực hiện trắc nghiệm tổng giác chủ thể (thematic apperception test) (TAT) trên cây cầu gây sợ hãi viết ra những câu chuyện có nhiều nội dung tình dục hơn và cố gắng liên lạc với người phỏng vấn sau khi thí nghiệm kết thúc nhiều hơn so với những người thực hiện trắc nghiệm TAT trên cây cầu bình thường. Trong một thí nghiệm khác, một người tham gia nam, được chọn từ một nhóm 80 người, được cho biết trước về việc bị sốc điện. Ở cùng họ là một người hỗ trợ nữ quyến rũ và cũng bị sốc điện. Thí nghiệm cho thấy tưởng tượng về tình dục của người nam trong trắc nghiệm TAT có mức độ cao hơn rất nhiều khi họ biết trước về việc bản thân bị sốc điện nhưng người phụ nữ thì không biết. Thông số tình dục là thấp hơn nếu người nữ biết trước là sẽ bị sốc điện nhưng người nam thì không biết.

## Sự tăng cường
Con người cố ý hoặc vô thức tăng thêm sức hấp dẫn tình dục hoặc sự thu hút tình dục bởi nhiều lý do. Có thể là để thu hút một người mà họ có thể hình thành một mối quan hệ sâu sắc hơn, để kết bạn, sinh sản, hoặc có một mối quan hệ thân mật, bên cạnh những mục đích khác. Có thể đây là một phần của quá trình hẹn hò tìm hiểu. Nó có thể bao gồm các khía cạnh thể xác hay các quá trình tương tác mà qua đó con người tìm kiếm, hấp dẫn những đối tác tiềm năng và duy trì một mối quan hệ. Những quá trình này, bao hàm cả việc hấp dẫn đối tác và duy trì hứng thú tình dục, có thể gồm việc tán tỉnh với mục đích thu hút sự chú ý tình dục, qua đó khuyến khích hình thành các mối liên hệ lãng mạn và tình dục, và có thể gồm ngôn ngữ cơ thể, hội thoại, bông đùa, hoặc tiếp xúc ngắn với cơ thể.

## Những khác biệt giữa giới tính và tính dục
Nam giới có mối quan tâm lớn hơn tới tình dục không ràng buộc so với nữ giới. Nghiên cứu chỉ ra rằng mối quan tâm này phụ thuộc vào xã hội học nhiều hơn sinh học. Nam giới có hứng thú với những kích thích tình dục qua hình ảnh nhiều hơn nữ. Tuy nhiên,  xuất hiện thêm khuynh hướng nhạy cảm hơn về địa vị của đối tác tình dục ở nữ và chú trọng hơn về sự hấp dẫn hình thể của bạn tình tiềm năng ở nam, cũng như khuynh hướng ghen tuông tình dục ở nam và ghen tuông tình cảm ở nữ.
Bailey, Gaulin, Agyei, và Gladue (1994) đã phân tích liệu những kết quả này có thay đổi theo xu hướng tính dục hay không. Nhìn chung, họ nhận thấy giới tính sinh học đóng vai trò lớn hơn trong tâm lý của hấp dẫn tình dục so với xu hướng tính dục. Tuy nhiên, có một số điểm khác biệt về những yếu tố này giữa nữ cũng như nam đồng tính và dị tính. Trong khi nam đồng tính và dị tính có sự quan tâm tâm lý giống nhau về tình dục không ràng buộc trong các dấu hiệu của xu hướng quan hệ ngoài luồng, người đồng tính nam thể hiện số lượng đối tác lớn hơn trong các hành vi thể hiện sự quan tâm này (lý do được cho là sự khác biệt về cơ hội). Người đồng tính nữ thể hiện mối quan tâm lớn hơn đáng kể so với người dị tính nữ về các kích thích thị giác và đánh giá địa vị của đối tác ít quan trọng hơn trong những mối quan hệ lãng mạn. So với người đồng tính nam, ý thích với đối tác trẻ tuổi hơn ở người dị tính nam lớn hơn đáng kể. Những người vô tính luyến ái có thể không cảm thấy bị hấp dẫn tình dục bởi bất kỳ ai. Bán vô tính luyến ái bao gồm những người chỉ có trải nghiệm về hấp dẫn tình dục trong một số trường hợp nhất định; ví dụ, chỉ sau khi đã hình thành một sự kết nối về mặt tình cảm. Điều này thường thay đổi theo từng người.

## Những khuynh hướng lựa chọn tình dục và các hormone
Giả thuyết thay đổi do rụng trứng cho rằng người mang giới tính sinh học nữ thường biểu hiện những hành vi và ham muốn tình dục khác nhau tại các thời điểm khác nhau của chu kỳ kinh nguyệt, như một phương thức thích nghi về mặt tiến hóa để đảm bảo chọn được bạn tình với phẩm chất tốt để giao cấu trong khoảng thời gian dễ thụ thai nhất của chu kỳ. Theo đó, bởi sự sinh sản của nữ đòi hỏi nhiều thời gian và sự đầu tư cho con cái của đời bố mẹ, những thay đổi trong tâm lý của giới tính nữ trong chu kỳ kinh nguyệt giúp họ đưa ra những quyết định quan trọng trong việc lựa chọn bạn tình. Ví dụ, có ý kiến cho rằng khuynh hướng lựa chọn tình dục của nữ giới thiên về những đặc điểm hình thể nam tính hơn trong các giai đoạn đỉnh điểm của khả năng sinh sản. Khi đó, một gương mặt cân đối và nam tính thể hiện ra ngoài giá trị sinh sản của bạn tình tương lai.

### Kỳ rụng trứng và những khuynh hướng tình dục của giới nữ
Có bằng chứng chỉ ra rằng lựa chọn ưu tiên bạn tình của người mang giới tính nữ thay đổi theo chu kỳ buồng trứng. Một phân tích tổng hợp đã điều tra lại 50 nghiên cứu về thay đổi trong khuynh hướng của nữ giới khi lựa chọn bạn tình với các đặc điểm được liên hệ với gen tốt ở nam trong chu kỳ buồng trứng và nhận thấy rằng có tồn tại sự thay đổi: khuynh hướng lựa chọn nghiêng nhiều nhất về các đặc điểm thể hiện gen tốt tại khoảng thời gian dễ thụ thai nhất.
Khuynh hướng tình dục của giới tính nữ về hình dạng khuôn mặt nam thay đổi theo xác suất thụ thai. Theo các phát hiện, trong giai đoạn "dễ thụ thai" của chu kỳ kinh nguyệt, đối với các mối quan hệ ngắn hạn, nữ giới thường bị hấp dẫn bởi nam giới với khuôn mặt ít nữ tính/nam tính hơn. Khác với nam, sự hưng phấn tình dục ở nữ mang tính chất chung—không hướng cụ thể về nam hay nữ. Theo nghiên cứu trên, có khả năng sự hưng phấn tình dục ở nữ trở nên cụ thể hơn về giới tính tại những thời điểm dễ thụ thai nhất của chu kỳ kinh nguyệt.
Ở nam, một khuôn mặt nam tính đồng nghĩa với ít bệnh về đường hô hấp hơn, khiến những đặc điểm nam tính trở thành dấu hiệu của sức khỏe và thành công trong sinh sản. Khuynh hướng lựa chọn khuôn mặt nam tính chỉ được ghi lại trong những lựa chọn bạn tình ngắn hạn. Vì vậy, có ý kiến cho rằng giới tính nữ chỉ bị hấp dẫn bởi những khuôn mặt nam tính trong khoảng thời gian rụng trứng bởi sự nam tính phản ánh thể chất tốt, được dùng để đảm bảo thành công trong sinh sản. Mặc dù những khuynh hướng này có thể trở nên ít quan trọng hơn trong thời đại ngày nay, sự giải thích theo khía cạnh tiến hoá cho biết lý do những ảnh hưởng đó được ghi lại.
Tương tự với sự nam tính, giới tính nữ cũng nhạy cảm hơn với mùi hương của những người mang giới tính nam có mức độ ổn định phát triển cao. Sự ổn định phát triển của một cá thể là thang đo sự bất đối xứng dao động, được định nghĩa là mức độ sai lệch so với sự đối xứng hoàn hảo giữa hai bên. Trong một so sánh giữa những nữ sinh viên đại học, kết quả chỉ ra rằng, khi tới gần đỉnh của khả năng thụ thai trong chu kỳ kinh nguyệt, những người trải qua chu kỳ đều đặn nhận biết một cách dễ dàng hơn mùi hương từ áo của nam giới có tính đối xứng. Cùng nhóm người đó, không xuất hiện khuynh hướng lựa chọn thiên về mùi hương của nam có tính đối xứng khi họ được kiểm tra lại vào những giai đoạn không thụ thai của chu kỳ kinh nguyệt. Những người có chu kỳ không đều đặn theo hình mẫu thông thường do sử dụng thuốc tránh thai không xuất hiện các khuynh hướng trên.
Tương tự như với khuôn mặt nam tính, khả năng đánh giá tính đối xứng thông qua mùi hương rất có thể là kết quả của chọn lọc tự nhiên, nhằm tăng khả năng thành công trong sinh sản qua việc giao phối với một người mang giới tính nam có các gen khoẻ. Điều này được chứng minh trong nghiên cứu tập trung vào những đặc điểm của nam giới cân đối: họ thường ở mức cao hơn về chỉ số IQ, khả năng phối hợp, ưu thế xã hội, và vì thế phù hợp hơn cho việc sinh sản. Bởi tính đối xứng dường như phản ánh vô số đặc điểm đáng mong muốn ở nam, hiển nhiên họ sẽ trở nên đáng mong muốn hơn đối với những người giới tính nữ đang tìm kiếm bạn tình có phẩm chất tốt. Do đó, trong kỳ rụng trứng, khi đạt đến khả năng sinh sản cao nhất, nữ giới thường có khuynh hướng lựa chọn những người mang giới tính nam có tính đối xứng. Bởi sẽ có lợi cho nam giới bất cân đối nếu họ tiết ra mùi tương tự như nam giới cân đối, tín hiệu của nữ được dùng để phát hiện sự đối xứng được cho là đáng tin cậy (nam giới bất cân xứng không thể giả mạo nó).
Ngoài ra, giới tính nữ cũng có những khuynh hướng hành vi khác nhau đối với nam giới tại những giai đoạn khác nhau của chu kỳ. Có thể nhận thấy ở nữ xuất hiện khuynh hướng lựa chọn những giọng nói nam tính hơn vào cuối giai đoạn nang trứng, giai đoạn dễ thụ thai của chu kỳ kinh nguyệt. Họ đặc biệt nhạy cảm với cao độ giọng nói và độ dài đường dẫn âm rõ ràng, những đặc điểm liên quan đến testosterone. Hiệu ứng này được thấy nhiều nhất ở nữ giới ít nữ tính (có mức E3G thấp), so với những người có mức E3G cao hơn. Có ý kiến cho rằng sự khác biệt về khuynh hướng này là do nữ giới nữ tính thành công hơn trong việc có được sự đầu tư của nam giới. Họ không cần phải thay đổi khuynh hướng giao cấu trong suốt chu kỳ. Có thể nữ giới nam tính hơn có những thay đổi này nhằm tăng cơ hội đạt được sự đầu tư.
Có phát hiện rằng giới tính nữ thấy bị hấp dẫn tình dục nhiều hơn với nam giới không phải là đối tác của mình khi gần kỳ rụng trứng so với khi ở trong giai đoạn hoàng thể. Nữ giới có bạn tình sở hữu mức độ ổn định phát triển cao bị thu hút bởi nam giới khác bạn tình của họ nhiều hơn khi có thể thụ thai. Điều này có thể được hiểu là sự thích ứng của nữ giới với việc bị hấp dẫn bởi nam giới sở hữu các dấu hiệu của sự phù hợp về gen, vì vậy, sự hấp dẫn tình dục dựa vào các phẩm chất đối tác của nữ.

### Kỳ rụng trứng và sự phô diễn
Mức độ hormone trong suốt chu kỳ kinh nguyệt ảnh hưởng tới hành vi của nữ giới trong khuynh hướng lựa chọn và trong những hành vi dễ nhận thấy. Hiệu ứng phô diễn là một hiện tượng chịu ảnh hưởng của một giai đoạn trong chu kỳ kinh nguyệt, đề cập đến cách thức nữ giới thể hiện bản thân với mục đích thu hút những đối tác tình dục tiềm năng. Các nghiên cứu đã nhận thấy rằng khi nữ giới tới càng tới gần kỳ rụng trứng, họ càng ăn mặc khêu gợi, và càng được đánh giá là hấp dẫn hơn.
Tương tự như chức năng ở động vật, có nhiều khả năng sự phô diễn này là để thu hút đối tác tiềm năng và động cơ thúc đẩy của giới tính nữ giới có thể thay đổi theo chu kỳ. Nghiên cứu về mối quan hệ này đã phát hiện ra rằng những người mang giới tính nữ đến hộp đêm và đánh giá trang phục của họ là "gợi cảm" và "táo bạo", cũng cho biết ý định cho buổi tối là tán tỉnh và về nhà cùng một người bạn tình. Mặc dù lý do trực tiếp không thể được xác định rõ, nghiên cứu này đề xuất rằng có một liên kết trực tiếp giữa sự phô diễn của nữ và động cơ thúc đẩy thu hút bạn tình.
Có thể nữ giới nhạy cảm hơn với các thay đổi về sức hấp dẫn hình thể của họ trong suốt chu kỳ: trong những giai đoạn dễ thụ thai nhất, mức độ của sức hấp dẫn tăng. Vì thế, họ chọn thể hiện sự hấp dẫn tăng thêm qua phương pháp phô diễn này.
Trong những khoảng thời gian mất cân bằng hormone, hoạt động tình dục ở nữ giới đạt đến đỉnh. Bởi những phát hiện này được ghi nhận với hoạt động tình dục do nữ bắt đầu mà không phải với hoạt động do nam bắt đầu, nguyên nhân có vẻ là những thay đổi hormone trong chu kỳ kinh nguyệt. Ngoài ra, các nghiên cứu cũng tìm ra rằng nữ giới nhận thấy bản thân tán tỉnh nhiều hơn đáng kể với nam giới không phải bạn tình của họ trong những giai đoạn dễ thụ thai nhất của chu kỳ, cũng như có nhiều hơn mong muốn tham dự các bữa tiệc hoặc tới các hộp đêm, những nơi có khả năng gặp gỡ các đối tác nam.
Nghiên cứu cũng phát hiện ra rằng chu kỳ kinh nguyệt ảnh hưởng đến tần suất thực hiện hành vi tình dục ở nữ giới tiền mãn kinh. Ví dụ, nữ có độ dài chu kỳ kinh nguyệt trung bình là 29 ngày khi quan hệ tình dục hàng tuần với nam giới, trong khi nữ giới với ít tiếp xúc tình dục thường xuyên hơn thường có chu kỳ dài hơn.

### Phản ứng của giới nam với kỳ rụng trứng
Những thay đổi hormone trong chu kỳ của nữ giới ảnh hưởng đến cách họ hành xử và cách nam giới đối xử với họ. Nghiên cứu đã tìm ra rằng nam giới thường quan tâm và yêu thương đối tác của họ hơn nhiều trong giai đoạn dễ thụ thai nhất của chu kỳ, so với giai đoạn hoàng thể. Nam giới càng trở nên dễ ghen tuông và có tính chiếm hữu hơn với đối tác trong giai đoạn này. Rất có thể những thay đổi này trong hành vi của nam là kết quả của việc đối tác nữ tăng ham muốn tìm kiếm và tán tỉnh nam giới khác. Do đó, những thích nghi về hành vi này phát triển như một hình thức bảo vệ bạn tình, tăng khả năng duy trì mối quan hệ của giới tính nam và tăng cơ hội thành công trong sinh sản.

## = Chú thích
1. ↑  "Sexual attraction". TheFreeDictionary.com. Truy cập ngày 16 tháng 12 năm 2011.
2. ↑  "Things That Are Not Asexuality". Asexuality Archive. ngày 27 tháng 5 năm 2012.
3. ↑  Miller, R., Perlman, D., and Brehm, S.S. Intimate Relationships, 4th Edition, McGrawHill Companies.[cần số trang]
4. 1 2  Pillsworth, Elizabeth G.; Haselton, Martie G.; Buss, David M. (tháng 2 năm 2004). "Ovulatory Shifts in Female Sexual Desire" (PDF). Journal of Sex Research. Quyển 41 số 1. tr. 55–65. doi:10.1080/00224490409552213. PMID 15216424.
5. ↑  "Will pheromones make you irresistible to the opposite sex?". The Straight Dope. ngày 30 tháng 1 năm 1987. Bản gốc lưu trữ ngày 21 tháng 8 năm 2008. Truy cập ngày 30 tháng 11 năm 2006.
6. ↑  "First Evidence of a Human Response to Pheromones". ScientificAmerican.com. Truy cập ngày 30 tháng 11 năm 2006.
7. ↑  Grammer, Karl; Fink, Bernhard; Neave, Nick (2005). "Human pheromones and sexual attraction" (PDF). European Journal of Obstetrics & Gynecology and Reproductive Biology. Quyển 118 số 2. tr. 135–142. doi:10.1016/j.ejogrb.2004.08.010. PMID 15653193. Bản gốc (PDF) lưu trữ ngày 26 tháng 7 năm 2019. Truy cập ngày 19 tháng 9 năm 2018.
8. ↑  Dutton, Donald G; Arthur P. Aron (1974). "Some evidence for heightened sexual attraction under conditions of high anxiety". Journal of Personality and Social Psychology. Quyển 30 số 4. tr. 510–7. CiteSeerX 10.1.1.335.100. doi:10.1037/h0037031. PMID 4455773.
9. ↑  SIRC Guide to Flirting. What Social Science can tell you about flirting and how to do it. Lưu trữ ngày 17 tháng 12 năm 2020 tại Wayback Machine Retrieved ngày 13 tháng 10 năm 2009.
10. ↑  Buss, D. M., & Shmitt, D. P. (1993). "Sexual strategies theory: A contextual evolutionary analysis of human mating". Psychological Review: 100, 204–232.
11. ↑  Conley, T. D. (2011). "Perceived proposer personality characteristics and gender differences in acceptance of casual sex offers". Journal of Personality and Social Psychology. Quyển 100 số 2. tr. 309–329. doi:10.1037/a0022152. PMID 21171789.
12. ↑  Ellis, B.J.; Symons, D. (1990). "Sex differences in sexual fantasy: An evolutionary psychological approach". Journal of Sex Research. Quyển 27 số 4. tr. 527–555. doi:10.1080/00224499009551579.
13. ↑  Wiederman, M. W.; Allgeier, E. R. (1992). "Gender differences in mate selection criteria: Sociobiological or socioeconomic explanation?". Ethology and Sociobiology. Quyển 13 số 2. tr. 115–124. doi:10.1016/0162-3095(92)90021-u.
14. ↑  Bailey, J.M.; Gaulin, S.; Agyei, Y.; Gladue, B. (1994). "Effects of gender and sexual orientation on evolutionarily relevant aspects of human mating psychology". Journal of Personality and Social Psychology. Quyển 66 số 6. tr. 1081–1093. doi:10.1037/0022-3514.66.6.1081. PMID 8046578.
15. 1 2 3  Gangestad, S. W.; Thornhill, R. (ngày 22 tháng 5 năm 1998). "Menstrual cycle variation in women's preferences for the scent of symmetrical men" (PDF). Proceedings of the Royal Society B: Biological Sciences. Quyển 265 số 1399. tr. 927–933. doi:10.1098/rspb.1998.0380. PMC 1689051. PMID 9633114. Bản gốc (PDF) lưu trữ ngày 5 tháng 6 năm 2013.
16. ↑  Gildersleeve, Kelly; Haselton, Martie G (2014). "Do Women's Mate Preferences Change Across the Ovulatory Cycle: A Meta Analytic Review" (PDF). Psychological Bulletin. Quyển 140 số 5. tr. 1205–1259. doi:10.1037/a0035438. PMID 24564172.
17. ↑  Penton-Voak, I. S.; Perrett, D. I.; Castles, D. L.; Kobayashi, T; Burt, D. M. (tháng 6 năm 1999). "Menstrual cycle alters face preference". Nature. Quyển 399 số 6738. tr. 741–742. Bibcode:1999Natur.399..741P. doi:10.1038/21557. PMID 10391238.
18. ↑  Rieger, Gerulf (2015). "Sexual arousal and masculinity-femininity of women" (PDF). Journal of Personality and Social Psychology. Quyển 111 số 2. tr. 265–283. doi:10.1037/pspp0000077. PMID 26501187.
19. ↑  Thornhill, Randy; Gangestad, Steven W. (tháng 3 năm 2006). "Facial sexual dimorphism, developmental stability, and susceptibility to disease in men and women" (PDF). Evolution and Human Behavior. Quyển 27 số 2. tr. 131–144. doi:10.1016/j.evolhumbehav.2005.06.001. Bản gốc (PDF) lưu trữ ngày 3 tháng 12 năm 2016. Truy cập ngày 21 tháng 11 năm 2020.
20. ↑  Van Dongen, Stefan; Gangestad, Steven W. (tháng 11 năm 2011). "Human fluctuating asymmetry in relation to health and quality: a meta-analysis". Evolution and Human Behavior. Quyển 32 số 6. tr. 380–398. doi:10.1016/j.evolhumbehav.2011.03.002.
21. ↑  Pound, N.; Lawson, D. W.; Toma, A. M.; Richmond, S.; Zhurov, A. I.; Penton-Voak, I. S. (ngày 13 tháng 8 năm 2014). "Facial fluctuating asymmetry is not associated with childhood ill-health in a large British cohort study". Proceedings of the Royal Society B: Biological Sciences. Quyển 281 số 1792. tr. 20141639. doi:10.1098/rspb.2014.1639. PMC 4150332. PMID 25122232.
22. ↑  Zahavi, Amotz (tháng 9 năm 1975). "Mate selection – A selection for a handicap". Journal of Theoretical Biology. Quyển 53 số 1. tr. 205–214. CiteSeerX 10.1.1.586.3819. doi:10.1016/0022-5193(75)90111-3. PMID 1195756.
23. ↑  Feinberg, D. R; Jones, B. C.; Law Smith, M. J.; Moore, F. R.; DeBruine, L. M.; Cornwell, R. E.; Hillier, S. G.; Perrett, D. I. (ngày 1 tháng 2 năm 2006). "Menstrual cycle, trait estrogen level, and masculinity preferences in the human voice". Hormones and Behavior. Quyển 49 số 2. tr. 215–222. doi:10.1016/j.yhbeh.2005.07.004. PMID 16055126.
24. ↑  Gangestad, S. W; Thornhill, R.; Garver-Apgar, C. E (ngày 7 tháng 10 năm 2005). "Women's sexual interests across the ovulatory cycle depend on primary partner developmental instability". Proceedings of the Royal Society B: Biological Sciences. Quyển 272 số 1576. tr. 2023–2027. doi:10.1098/rspb.2005.3112. PMC 1559901. PMID 16191612.
25. ↑  Haselton, Martie G.; Mortezaie, Mina; Pillsworth, Elizabeth G.; Bleske-Rechek, April; Frederick, David A. (ngày 1 tháng 1 năm 2007). "Ovulatory shifts in human female ornamentation: Near ovulation, women dress to impress". Hormones and Behavior. Quyển 51 số 1. tr. 40–45. doi:10.1016/j.yhbeh.2006.07.007. PMID 17045994.
26. ↑  Bullivant, Susan B.; Sellergren, Sarah A.; Stern, Kathleen; Spencer, Natasha A.; Jacob, Suma; Mennella, Julie A.; McClintock, Martha K. (ngày 1 tháng 2 năm 2004). "Women's sexual experience during the menstrual cycle: identification of the sexual phase by noninvasive measurement of luteinizing hormone". Journal of Sex Research. Quyển 41 số 1. tr. 82–93. doi:10.1080/00224490409552216. ISSN 0022-4499. PMID 15216427.
27. ↑  Grammer, Karl; Renninger, LeeAnn; Fischer, Bettina (ngày 1 tháng 2 năm 2004). "Disco clothing, female sexual motivation, and relationship status: is she dressed to impress?". Journal of Sex Research. Quyển 41 số 1. tr. 66–74. doi:10.1080/00224490409552214. ISSN 0022-4499. PMID 15216425.
28. 1 2  Haselton, Martie G.; Gangestad, Steven W. (ngày 1 tháng 4 năm 2006). "Conditional expression of women's desires and men's mate guarding across the ovulatory cycle". Hormones and Behavior. Quyển 49 số 4. tr. 509–518. doi:10.1016/j.yhbeh.2005.10.006. ISSN 0018-506X. PMID 16403409.
29. 1 2  Adams, D. B.; Gold, A. R.; Burt, B. A. (1978). "Rise in female-initiated sexual activity at ovulation and its suppression by oral contraceptives". The New England Journal of Medicine. Quyển 299 số 21. tr. 1145–1150. doi:10.1056/nejm197811232992101. PMID 703805.
30. 1 2  Gangestad, Steven W; Thornhill, Randy; Garver, Christine E (ngày 7 tháng 5 năm 2002). "Changes in women's sexual interests and their partners' mate-retention tactics across the menstrual cycle: evidence for shifting conflicts of interest". Proceedings of the Royal Society B: Biological Sciences. Quyển 269 số 1494. tr. 975–982. doi:10.1098/rspb.2001.1952. ISSN 0962-8452. PMC 1690982. PMID 12028782.
31. ↑  Cutler, Winnifred, B.; Garcia, Celso, R.; Freiger, Abba (tháng 12 năm 1978). "Sexual Behaviour Frequency and menstrual cycle length in mature premenopausal women". Psychoneuroendocrinology. Quyển 4 số 4. tr. 297–309. doi:10.1016/0306-4530(79)90014-3. PMID 523588.{{Chú thích tạp chí}}:  Quản lý CS1: nhiều tên: danh sách tác giả (liên kết)
32. ↑  Pillsworth, Elizabeth G.; Haselton, Martie G. (ngày 1 tháng 7 năm 2006). "Male sexual attractiveness predicts differential ovulatory shifts in female extra-pair attraction and male mate retention". Evolution and Human Behavior (bằng tiếng Anh). Quyển 27 số 4. tr. 247–258. doi:10.1016/j.evolhumbehav.2005.10.002. ISSN 1090-5138.